# Џереми Пивен
Џереми Семјуел Пивен (енгл. Jeremy Samuel Piven; рођен 26. јула 1965, Њујорк, Њујорк), амерички је позоришни, филмски и ТВ глумац. Појавио се у филмовима: Лоше да лошије не може бити (1998), Гас до даске 2 (2001), Одбегла порота (2003), Кец из рукава (2006), Рокенрола (2008), Град греха: Убиства вредна (2014). Остварио је значајну улогу у серији Свита (2004—2011) као Ари Голд, као и истоименом филму (2015).